# Acacia rhamphophylla
Acacia rhamphophylla är en ärtväxtart som beskrevs av Bruce R. Maslin. Acacia rhamphophylla ingår i släktet akacior, och familjen ärtväxter. Inga underarter finns listade i Catalogue of Life.